# Coccis
Osul coccigian, numit și coccis, este un os aflat la baza coloanei vertebrale, lângă osul sacral. Acesta este compus din 4 
-5 vertebre unite. La unele animale el formează coada.

## Anatomie
Coccisul reprezintă, de asemenea, regiunea coccigiană a coloanei vertebrale. Aceasta este formată din 4 vertebre care, spre deosebire de celelalte, sunt lipite unele de altele. Același lucru se întâmplă și la osul sacral (denumit și sacru sau regiunea sacrală), acesta fiind format din 5 vertebre.